# Brunsonia atrolineata
Brunsonia atrolineata är en mångfotingart som först beskrevs av Charles Harvey Bollman 1893.  Brunsonia atrolineata ingår i släktet Brunsonia och familjen Conotylidae. Inga underarter finns listade i Catalogue of Life.